# Arzama oecogenes
Arzama oecogenes är en fjärilsart som beskrevs av Dyar 1914. Arzama oecogenes ingår i släktet Arzama och familjen nattflyn. Inga underarter finns listade i Catalogue of Life.